# Tsarmitunturi ödemarksområde
Tsarmitunturi ödemarksområde är ett ödemarksområde i sydöstra Enare kommun, mot finsk-ryska gränsen mellan vägarna till Nellim och Rajajooseppi. Området ligger i landskapet Lappland, i den norra delen av landet, 1 000 km norr om huvudstaden Helsingfors.
Området är 150 kvadratkilometer och förvaltas av Forststyrelsen. Det bildades 1991. Samtidigt bildades de övriga ödemarksområdena.
På området finns Artta och Ahvenlampi ödestugor, vardera avsedd för tre personer, men i övrigt ingen service för besökare. Det finns skogsbilvägar nära området, så även dagsbesök är möjliga. Forststyrelsen menar att "Tsarmis vackra landskap uppvisar alla de drag av lappländsk natur, som vandraren söker." Områdets kärna består av Finlands nordligaste enhetliga granskog. I motsats till vad som är vanligt i Finland bildar granen trädgräns, fjällbjörkskogen är svagt utvecklad. Här finns också kalfjäll med utsikt mot Saariselkä, Hammastunturi och Hiipinä fjällkedjor (den sistnämnda på Kolahalvön, ryska: Хибины). Också ravinen Pahakuru bidrar till områdets mångfald.
Trakten ingår i den boreala klimatzonen. Årsmedeltemperaturen i trakten är −4 °C. Den varmaste månaden är juli, då medeltemperaturen är 14 °C, och den kallaste är februari, med −18 °C.